# Leskea plumaria
Leskea plumaria är en bladmossart som beskrevs av Mitten 1869. Leskea plumaria ingår i släktet Leskea och familjen Leskeaceae. Inga underarter finns listade i Catalogue of Life.